# 3096
3096 è un film del 2013 diretto da Sherry Hormann.
Il film è tratto dalla storia vera di Natascha Kampusch, rapita all'età di dieci anni e tenuta segregata per otto anni da Wolfgang Přiklopil. Natascha Kampusch è interpretata da Antonia Campbell-Hughes, mentre Thure Lindhardt interpreta Priklopil.

## Trama
Nel 1998 la bambina austriaca Natascha Kampusch viene rapita mentre andava a scuola e tenuta prigioniera per oltre otto anni dal maniaco Wolfgang Přiklopil nei pressi di Vienna. Nell'agosto del 2006 la Kampusch, approfittando di un momento di distrazione del suo carceriere, riesce a fuggire.

## Produzione
La sceneggiatura è stata scritta in parte da Bernd Eichinger e completata da Ruth Toma, dopo la morte di Eichinger. È stato infatti l'ultimo lavoro di Bernd Eichinger, il più noto produttore cinematografico tedesco, morto per un infarto nel gennaio 2011, a 61 anni.
La protagonista Antonia Campbell-Hughes si è preparata al meglio per impersonare Natascha Kampusch, riducendosi a pelle e ossa. Lei stessa dichiara «Ho voluto apparire sofferente, proprio come si è dovuta sentire Natascha Kampusch». «Ho cercato di adattare il mio attuale carattere. Piccolo spazio, me stessa, nessuna finestra».
Le riprese del film sono iniziate nella primavera del 2012 e sono state realizzate dalla casa cinematografica Constantin Film di Monaco di Baviera. La regia è stata affidata al tedesco Sherry Hormann e a dirigere le riprese è stato chiamato Michael Ballhaus che è considerato uno dei migliori cameramen del mondo.

## Distribuzione
Il film è stato presentato in anteprima a Vienna il 25 febbraio 2013. Il 28 febbraio è stato distribuito nelle sale cinematografiche tedesche con il titolo 3096 Tage.
In Italia non è stato ancora distribuito.